# Gomphocerippus
Genre
Gomphocerippus est un genre d'insectes orthoptères, des criquets de la famille des Acrididae.

## Liste des espèces
Selon BioLib (4 septembre 2019) :
- Gomphocerippus longipennis Li & Ren, 2016
- Gomphocerippus rufus (Linnaeus, 1758) - le Gomphocère roux, anciennement Gomphocerus rufus (Linnaeus, 1758) - seule espèce européenne.